# ديف ويليس (ممثل)
ديف ويليس (بالإنجليزية: Dave Willis)‏ هو كاتب سيناريو ومخرج وممثل أمريكي، ولد في 1 مايو 1970 في الولايات المتحدة.

## أعمال

### أفلام
- (2000) تسع ياردات كاملة[3]

## وصلات خارجية
- ديف ويليس على موقع IMDb (الإنجليزية)
- ديف ويليس على موقع ألو سيني (الفرنسية)
- ديف ويليس على موقع أول موفي (الإنجليزية)
- ديف ويليس على موقع إن إن دي بي (الإنجليزية)
- ديف ويليس على موقع قاعدة بيانات الفيلم (الإنجليزية)
- ديف ويليس على موقع قاعدة بيانات الفيلم (الإنجليزية)
- ديف ويليس على موقع كينوبويسك (الروسية)